# 瓦莱洛梅利纳
瓦莱洛梅利纳（義大利語：Valle Lomellina），是意大利帕维亚省的一个市镇。总面积27.11平方公里，人口2244人，人口密度82.8人/平方公里（2009年）。国家统计（ISTAT）代码为018168。

## 友好城市
- 法國富尔克 1998年